# Relations entre le Maroc et le Portugal
 (avril 2025).
La mise en forme du texte ne suit pas les recommandations de Wikipédia : il faut le « wikifier ».
Les points d'amélioration suivants sont les cas les plus fréquents. Le détail des points à revoir est peut-être précisé sur la page de discussion.
- Les titres sont pré-formatés par le logiciel. Ils ne sont ni en capitales, ni en gras.
- Le texte ne doit pas être écrit en capitales (les noms de famille non plus), ni en gras, ni en italique, ni en « petit »…
- Le gras n'est utilisé que pour surligner le titre de l'article dans l'introduction, une seule fois.
- L'italique est rarement utilisé : mots en langue étrangère, titres d'œuvres, noms de bateaux, etc.
- Les citations ne sont pas en italique mais en corps de texte normal. Elles sont entourées par des guillemets français : « et ».
- Les listes à puces sont à éviter, des paragraphes rédigés étant largement préférés. Les tableaux sont à réserver à la présentation de données structurées (résultats, etc.).
- Les appels de note de bas de page (petits chiffres en exposant, introduits par l'outil «  Source ») sont à placer entre la fin de phrase et le point final[comme ça].
- Les liens internes (vers d'autres articles de Wikipédia) sont à choisir avec parcimonie. Créez des liens vers des articles approfondissant le sujet. Les termes génériques sans rapport avec le sujet sont à éviter, ainsi que les répétitions de liens vers un même terme.
- Les liens externes sont à placer uniquement dans une section « Liens externes », à la fin de l'article. Ces liens sont à choisir avec parcimonie suivant les règles définies. Si un lien sert de source à l'article, son insertion dans le texte est à faire par les notes de bas de page.
- La présentation des références doit suivre les conventions bibliographiques. Il est recommandé d'utiliser les modèles {{Ouvrage}}, {{Chapitre}}, {{Article}}, {{Lien web}} et/ou {{Bibliographie}}. Le mode d'édition visuel peut mettre en forme automatiquement les références.
- Insérer une infobox (cadre d'informations à droite) n'est pas obligatoire pour parachever la mise en page.

Pour une aide détaillée, merci de consulter Aide:Wikification.
Si vous pensez que ces points ont été résolus, vous pouvez retirer ce bandeau et améliorer la mise en forme d'un autre article.
 (avril 2025).
Motif : CAA
- Archive Wikiwix
- Bing
- Cairn
- DuckDuckGo
- E. Universalis
- Gallica
- Google
- G. Books
- G. News
- G. Scholar
- Persée
- Qwant
- (zh) Baidu
- (ru) Yandex
- (wd) trouver des œuvres sur Wikidata

| 1. | Préciser le motif de la pose du bandeau. | Précisez le motif de la pose du bandeau en utilisant la syntaxe suivante : {{admissibilité à vérifier\|date=août 2025\|motif=remplacez ce texte par le motif}}                                               |
| 2. | Informer les utilisateurs concernés.     | Pensez à avertir le créateur de l'article, par exemple, en insérant le code ci-dessous sur sa page de discussion : {{subst:avertissement admissibilité à vérifier\|Relations entre le Maroc et le Portugal}} |

Les relations diplomatiques entre le Maroc et le Portugal sont centrées autour de plusieurs sujets et sont symbolisées par l'ambassade du Maroc au Portugal et celle du Portugal au Maroc.

## Sur le volet économique
En 2023, Aziz Akhannouch, chef du gouvernement marocain, et Marcelo Rebelo de Sousa, le président portugais, se sont rencontrés à Lisbonne lors de la 14e Réunion de Haut-Niveau Maroc-Portugal, pour, entre autres, renforcer la coopération économique des deux pays dans différents domaines, comme ceux de l'énergie, et en particulier des énergies vertes, de l'industrie, notamment automobile, du textile, ou encore de l'artisanat. En parallèle, un forum économique Portugal-Maroc s'est tenu avec pour thème "Maroc-Portugal : ensemble pour construire des économies prospères et une croissance commune" et a réuni des hommes d'affaire marocains et portugais actifs dans plusieurs domaines.
Plus spécifiquement sur le plan technologique, cette dynamique s'est incarnée par une participation marocaine aux travaux du sommet mondial Web 2023 organisé à Lisbonne.
Concrètement, l'augmentation des liens commerciaux entre les deux pays font du Maroc le 27e fournisseur du Portugal et son 13e client.

## Sur le volet culturel
Premièrement, le Maroc, le Portugal et l'Espagne organisent conjoitement la Coupe du monde de football 2030. Cette organisation tripartite sera un moyen d'unir les deux continents à travers le sport selon Antonio Costa, homme d'État portugais.
En outre, la dynamique culturelle maroco-portugaise s'illustre aussi dans la participation des deux pays à des exposition d'art moderne et contemporaine sur le territoire de l'autre.
Par ailleurs, le Maroc et le Portugal ont signé en 2017 des accords de coproduction cinématographique et audiovisuel.

## Sur le volet de la décarbonation de l'économie
De nombreuses actions en faveur de la décarbonation de l'économie ont été menées par les deux pays dans le cadre de leur coopération économique, notamment via la décarbonation du transport maritime, le développement des énergies renouvelables, en particulier celles offshores, la lutte contre la pollution en mer, et la collaboration scientifique et universitaire sur les sujets liés au développement durable.

## l'aide humanitaire
•	Dans le cadre de la coopération bilatérale en matière de protection civile, le Maroc a envoyé, le 11 Août 2025, deux avions Canadair pour soutenir la lutte contre les incendies qui ravagent plusieurs zones rurales du Portugal à la suite de la panne de deux de ses propres appareils,,.